# Resultados do Carnaval de Pelotas em 2005
Resultados do Carnaval de Pelotas em 2005. O grupo especial teve duas campeã a Estação Primeira do Areal com o enredo; Primavera tropical no meu Brasil brasileiro e a General Telles com o enredo; ''Da batalha dos anjos ao 14 Bis de Santos Dumont.

## Escolas de samba
| Grupo Especial  | Grupo Especial            | Grupo Especial   | Grupo Especial |
| Colocação       | Escola                    | Pontos           | Ref.           |
| --------------- | ------------------------- | ---------------- | -------------- |
| 1º              | Estação Primeira do Areal | 158              | [ 5 ]          |
| 1º              | General Telles            | 158              | [ 5 ]          |
| 2º              | Unidos do Fragata         | 154,5            | [ 5 ]          |
| 3º              | Imperadores da Guabiroba  | 144,5            | [ 5 ]          |
| *               | Arautos da Baronesa       | Desclassificadas | [ 5 ]          |
| *               | Academia do Samba         | Desclassificadas | [ 5 ]          |
| *               | Imperatriz da Zona Norte  | Desclassificadas | [ 5 ]          |
| Grupo de Acesso |                           |                  |                |
| Colocação       | Escola                    | Pontos           | Ref.           |
| 1º              | Ramiro Barcelos           | 148,5            | [ 5 ]          |
| *               | Estácio de Sá             | Desclassificada  | [ 5 ]          |

## Escolas mirins
| Colocação | Escola               | Pontos | Ref.  |
| --------- | -------------------- | ------ | ----- |
| 1º        | Explosão do Futuro   | 157,5  | [ 6 ] |
| 2º        | Mocidade do Obelisco | 155    | [ 6 ] |
| 3º        | Acadêmicos da Lagoa  | 133    | [ 6 ] |

## Blocos burlescos
| Colocação | Bloco           | Pontos | Desempate                | Ref.  |
| --------- | --------------- | ------ | ------------------------ | ----- |
| 1º        | Mafa do Colono  | 48     | Maior número de notas 10 | [ 6 ] |
| 2º        | Bafo da Onça    | 48     |                          | [ 6 ] |
| 3º        | Bruxa da Várzea | *      |                          | [ 6 ] |

## Blocos infantis
| Colocação | Bloco           | Pontos | Ref.  |
| --------- | --------------- | ------ | ----- |
| 1º        | Alegria e Samba | 49     | [ 6 ] |
| 1º        | Águia Branca    | 49     | [ 6 ] |

## Bandas
| Colocação | Banda                   | Pontos           | Ref.  |
| --------- | ----------------------- | ---------------- | ----- |
| 1º        | Entre a Cruz e a Espada | 40               | [ 6 ] |
| 1º        | Ki-Bandaço              | 40               | [ 6 ] |
| 2º        | Dama da Noite           | 39               | [ 6 ] |
| 3º        | Lobos da Cerca          | 21               | [ 6 ] |
| *         | Laranja                 | Desclassificadas | [ 6 ] |
| *         | Babum Sul               | Desclassificadas | [ 6 ] |